# Верещагинский сельсовет
Верещагинский сельсове́т — административно-территориальная единица в Туруханском районе Красноярского края Российской Федерации, существовавшая до 2005 года.

## История
Верещагинский сельсовет существовал до 2005 года, в 1990 году из него был выделен Бакланихинский сельсовет.
28 января 2005 года Законом № 13-2925 Верещагинский сельсовет был упразднён и его населённый пункт передан в межселенную территорию.

## Состав сельсовета
| № | Населённый пункт | Тип населённого пункта       | Население |
| - | ---------------- | ---------------------------- | --------- |
| 1 | Верещагино       | село, административный центр | 146       |

До 1990 года в состав сельсовета входили село Бакланиха и посёлок Черноостровск. 